# ARA-3
ARA-3 ist der Funkrufname eines saisonal eingesetzten Rettungshubschraubers der ARA Flugrettung, welcher in Nassfeld stationiert ist. Der Stützpunkt ist ganzjährig besetzt.

## Station, Einsatz und Besetzung
Der Hubschrauber ist von Mitte Dezember bis Mitte April am Heliport Sonnleiten stationiert. Er wird von der Landesleitstelle Kärnten zu Rettungseinsätzen mit Notarztindikation alarmiert, wenn ein Notarzteinsatzfahrzeug (NEF) nicht rechtzeitig zur Verfügung steht oder die Art der Verletzung den Transport eines Patienten mittels Hubschrauber erforderlich macht. Weiterhin verfügt ARA-3 über eine fest installierte Seilwinde, mit der Einsätze in alpinem Gelände durchgeführt werden können, wenn die Landung am Einsatzort nicht möglich ist.
Bei seinen Einsätzen ist ARA-3 mit einem Piloten, einem Notarzt, einem Flugretter und einem HEMS-TC aus dem Personalpool der ARA Flugrettung besetzt.
ARA-3 gehört zu den wenigen Rettungshubschraubern in Österreich, welche mit einer fest installierten Seilwinde ausgestattet sind.
Seit Gründung der Station kam eine Maschine vom Typ Eurocopter EC135 zum Einsatz. Diese wurde zum Start der Saison 2023/24 durch eine moderne Airbus Helicopters H145 D-2 mit Rettungswinde ersetzt.
Der Standort wurde zuvor von 2008 bis 2020 als Airmed 1 von der Firma FlyMed betrieben.
Seit dem 29. Juni 2024 läuft ein Pilotprojekt für grenzüberschreitende Ambulanzflüge zwischen Italien und Österreich, zunächst begrenzt bis zum 8. September 2024.
Die Website Helirescue.at berichtete am 14. Juli 2024, dass der Hubschrauber nun ganzjährig eingesetzt wird.